# Joe Farrell
Joe Farrell, född som Joseph Carl Firrantello, 16 december 1937 i Chicago, Illinois, död 6 januari 1986 i Los Angeles, Kalifornien, var en amerikansk jazzsaxofonist och flöjtist.
Under 1960-talet spelade Farrell med Thad Jones/Mel Lewis Big Band. Han är mest känd för framträdanden med Chick Corea i bandet Return to Forever, och även ett antal album under eget namn för skivbolaget CTI. Han har också spelat in med Charles Mingus, Andrew Hill, Jaki Byard och Elvin Jones.  
Han var starkt inspirierad av saxofonisten John Coltrane. På sin tidiga soloskiva "Song of the Wind", med Chick Corea och Jack DeJohnette, visade han en avant garde-stil.

## Diskografi i urval
- 1970 - Joe Farrell Quartet — med Chick Corea, John McLaughlin, Dave Holland & Jack DeJohnette
- 1971 - Outback — med Chick Corea, Buster Williams, Elvin Jones & Airto Moreira
- 1972 - Moon Germs — med Herbie Hancock, Stanley Clarke & Jack DeJohnette
- 1974 - Penny Arcade — med Herbie Hancock, Joe Beck, Herb Bushler, Steve Gadd & Don Alias
- 1974 - Upon This Rock — med Herbie Hancock, Joe Beck, Herb Bushler, Jim Madison, Don Alias & Steve Gadd
- 1974 - Song of the Wind
- 1975 - Canned Funk — med Joe Beck, Herb Bushler, Jim Madison & Ray Mantilla
- 1976 - Benson & Farrell — med George Benson
- 1979 - Skate Board Park — med Chick Corea, Bob Magnusson & Lawrence Marable
- 1980 - Fuse One — med Larry Coryell, Ndugu Leon Chancler, Tony Williams, Lenny White, Don Grusin & Paulinho Da Costa
- 1980 - Sonic Text — med Freddie Hubbard, George Cables, Tony Dumas & Peter Erskine